# Saint-Jean-sur-Vilaine
Saint-Jean-sur-Vilaine (Bretonisch: Sant-Yann-ar-Gwilen) ist eine französische Gemeinde mit 1376 Einwohnern (Stand 1. Januar 2022) im Département Ille-et-Vilaine in der Region Bretagne; sie gehört zum Arrondissement Fougères-Vitré und zum Kanton Châteaugiron. Die Einwohner werden Saint-Jeannais genannt.

## Geographie
Die Gemeinde Saint-Jean-sur-Vilaine liegt etwa 22 Kilometer östlich von Rennes. Die Vilaine begrenzt die Gemeinde im Süden, in die hier die Cantache einmündet. An der nordöstlichen Gemeindegrenze mündet das Flüsschen Palet in die Cantache. Umgeben wird Saint-Jean-sur-Vilaine von den Nachbargemeinden Marpiré im Norden, Champeaux im Nordosten, Pocé-les-Bois im Osten, Saint-Aubin-des-Landes im Südosten und Süden, Cornillé im Süden, Saint-Didier im Süden und Südwesten sowie Châteaubourg im Westen.

## Bevölkerungsentwicklung
| Jahr                       | 1962 | 1968 | 1975 | 1982 | 1990 | 1999 | 2006 | 2012 | 2020 |
| Einwohner                  | 554  | 506  | 509  | 601  | 675  | 873  | 1070 | 1099 | 1368 |
| Quellen: Cassini und INSEE |      |      |      |      |      |      |      |      |      |

## Sehenswürdigkeiten

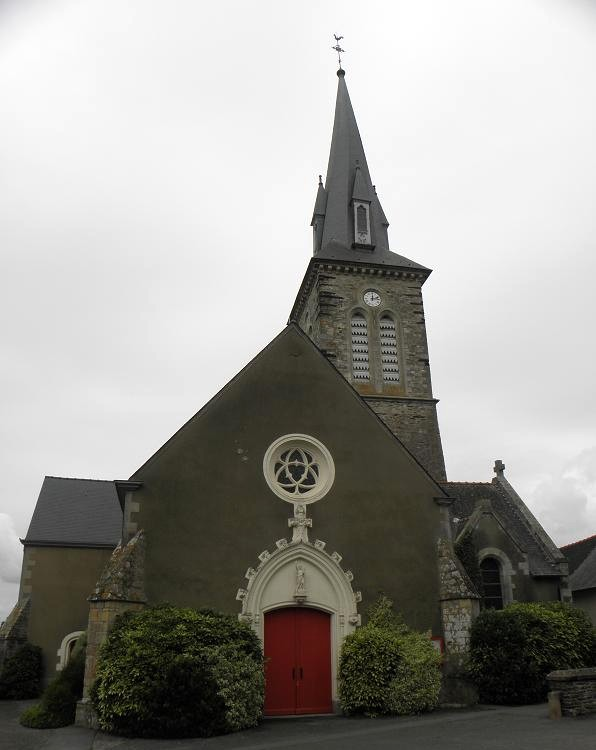
Kirche Saint-Jean-Baptiste
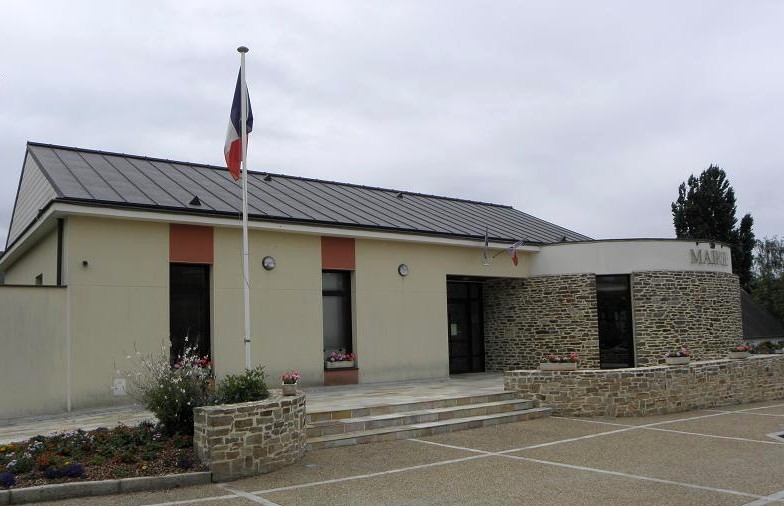
Schloss La Hamonaye

- Kirche Saint-Jean-Baptiste
- Mairie (Rathaus)